# 三毒史
『三毒史』（さんどくし；梵: triviṣa-itihāsa）は、2019年5月27日にユニバーサルミュージックより発売された日本のシンガーソングライター・椎名林檎の6作目のスタジオ・アルバム。

## 概要
本作は、アルバムとしてはセルフカバー・アルバム『逆輸入 〜航空局〜』より約1年5か月ぶり、オリジナル・アルバムとしては2014年発表の『日出処』以来約4年半ぶりとなるスタジオ・アルバム、。デビュー21周年の記念日に発売された。
本作には2015年から2018年までに発表され、アルバム未収録だったシングル収録曲7曲と未音源化曲1曲、およびアルバムのために書き下ろした新曲5曲の全13曲を収録。本アルバムでは偶数曲に男性アーティストとのデュエット曲が収録されている。楽曲名は5文字で統一され、曲目は7曲目の「TOKYO」を中心にシンメトリーに配置されたデザインになっている。
初回限定盤と通常盤の2形態で発売され、初回限定盤はケース付きのハードカバー・ブック仕様となっている。

## 評価

### 批評
ロッキング・オンの高橋智樹は、本作は、「総監督・椎名林檎」の精緻かつ大胆なプロデュース能力の結晶でもあり、このアルバムから浮かび上がってくるのは「今この時代に在る混沌と生命の森羅万象を音楽の総合芸術として描き上げ体現しようとする『表現者・椎名林檎』の切実なるアティテュードそのもの」と語った。Real Soundの森朋之は、「さまざまな欲望、葛藤、絶望、怒りといったどうしようもない感情を抱えながら人間の本質を照射し、政治、経済、文化などあらゆる場面において、既存のシステムの底が抜けつつある現代社会を切り取るリリックは、前衛的にして普遍的。ジャズ、ヒップホップ、ギターロック、歌謡、ゴスペルクワイアなどを縦横無尽に駆使したサウンドメイクを含め、2019年という時代を生々しく描き出した一大叙事詩である。」と本作を評価した。

### 受賞
| 年   | 音楽賞               | 結果 | 出典   |
| ---- | -------------------- | ---- | ------ |
| 2020 | 第12回CDショップ大賞 | 入賞 | [ 10 ] |

## チャート成績
『三毒史』は、初週57,202枚を売り上げ、Billboard Japan Hot Albums/オリコン週間アルバムランキングにて2位で初登場。デジタルセールスでは9,860DLを売り上げて、初週首位を記録した。Billboard Japan年間チャートでは、2019年度35位を記録し、11月に発売したベストアルバム『ニュートンの林檎 〜初めてのベスト盤〜』に続く成績となった。

## 収録曲
本作のブックレットには楽曲タイトルと共に英題が併記されている他、歌詞カードには外国語の歌詞 とその和訳が両方記載されている。

### 楽曲解説
1. 鶏と蛇と豚（Gate of Living）
タイトルは「とりとへびとぶた」と読み、三毒を象徴する三種の獣を指す。お経の唱和で始まるが、これを引き立てるために斎藤ネコの「コンバスは入れた方がいい」との意見を却下したという[11]。僧侶役はストロングマシン2号の父、ストロングマシン1号が演じている。また、曲中のスクラッチとサウンドエフェクトはDJ 大自然が担当している。クレジットはされていないが、この楽曲では管弦編曲も椎名が自ら行っている[12]。
2019年4月23日より先行配信された[6]。児玉裕一によりミュージック・ビデオも制作され、映像ではAYA SATOが三種の獣と化し、仏教において克服すべき煩悩を意味する“むさぼり”“いかり”“おろかさ”の三毒を表現した[13]。
2. 獣ゆく細道（The Narrow Way）
椎名林檎と宮本浩次名義で2018年10月2日に配信限定で発売されたデジタル・ダウンロードシングルで、今回が初CD化となる。
3. マ・シェリ（EGO-ism）
2016年に資生堂「MA CHERIE」のCMソングとして冒頭部分が使用されており、今回が初音源化となるが、演奏は若干異なる。また当初のタイトル表記は「MA CHÉRIE」だった[14]ほか、フランス語の和訳も変更されている[15]。
なおフルバージョンは2018年に開催された 「椎名林檎 (生)林檎博'18 ―不惑の余裕―」で披露されている。
演奏には解散時点での東京事変のメンバー[注 2] が参加しているが[12]、CMソング版のベースは鳥越啓介が担当している[16]。
4. 駆け落ち者（Elopers）
椎名林檎と櫻井敦司名義で2019年5月2日より先行配信された[6][17]。アルバム発売後5月31日放送の『ミュージックステーション』では櫻井とともに出演し披露した。
5. どん底まで（To Rock Bottom）
2015年2月25日に発売された15枚目のシングル『至上の人生』のカップリング曲。ドラマ主題歌の候補曲として『至上の人生』と一緒に作曲された楽曲[11]。
表記はされていないが、「椎名林檎 (生)林檎博'18 ―不惑の余裕―」で披露されたものを元に、シングル版よりBPMが速くアレンジも異なるアルバム・バージョンで収録された。
6. 神様、仏様（God, nor Buddha）
椎名林檎と向井秀徳名義の楽曲。2015年8月5日に「長く短い祭」とともに両A面として発売された16枚目のシングル表題曲。
7. TOKYO（Off-Line）
2019年5月17日より先行配信された[18]。イントロや間奏では5拍子が使われており、前曲のアウトロから繋がるように構成されている[11]。当初はオーケストラを導入する予定だったが、椎名曰く「（ピアノ）トリオの訴求力が強い」という理由でピアノトリオのみの編成になった[11]。後に「椎名林檎 (生)林檎博'24 ―景気の回復―」でオーケストラ編成で披露された。
8. 長く短い祭（In Summer, Night）
椎名林檎と浮雲名義の楽曲。2015年8月5日に「神様、仏様」とともに両A面として発売された16枚目のシングル表題曲。
英題がシングル版の「no verão, as noites」[注 3] から変更されている。シングルバージョンのまま収録されたが、次曲のイントロが微かに流れている。
9. 至上の人生（A Life Supreme）
2015年2月25日に発売された15枚目のシングルの表題曲。
シングルバージョンのまま収録されたが、前曲との繋がりにより演奏時間がシングルよりやや短くなっている。
10. 急がば回れ（Victims）
椎名林檎とヒイズミマサユ機名義の楽曲。
11. ジユーダム（JIYU-dom）
2016年8月22日に配信限定で発売されたデジタル・ダウンロードシングルで、今回が初CD化となる。
「マ・シェリ」と同様、演奏に解散時点での東京事変のメンバー[注 2]が参加している[12]。
12. 目抜き通り（The Main Street）
椎名林檎とトータス松本名義で2017年4月20日に配信限定で発売されたデジタル・ダウンロードシングルで、今回が初CD化となる。
シングル版では冒頭の英仏詞部分を椎名が単独で歌唱していたが、本作では椎名とトータス松本で交互に歌唱しており、表記はされていないがアルバム・バージョンで収録された[注 4]。
13. あの世の門（Gate of Hades）
椎名が出生間もない頃、先天性の疾患で死に瀕していた際の記憶について描いた曲[19]。コーラスにブルガリアの聖歌隊「Vanya Moneva Choir」を迎え、椎名の楽曲では初となる海外レコーディングを行った[12]。

### 楽曲クレジット
全作詞・作曲・編曲：椎名林檎　（注記を除く）
| #         | タイトル                                               | 作詞      | 作曲・編曲 | 管弦楽編曲                 | 時間 |
| --------- | ------------------------------------------------------ | --------- | ---------- | -------------------------- | ---- |
| 1.        | 「鶏と蛇と豚」                                         |           |            |                            | 3:02 |
| 2.        | 「獣ゆく細道」(椎名林檎と宮本浩次；編曲：笹路正徳)     |           |            |                            | 3:40 |
| 3.        | 「マ・シェリ」                                         |           |            | 斎藤ネコ（管・弦編曲）     | 3:38 |
| 4.        | 「駆け落ち者」(椎名林檎と櫻井敦司)                     |           |            |                            | 3:05 |
| 5.        | 「どん底まで」                                         |           |            |                            | 2:20 |
| 6.        | 「神様、仏様」(唄・作詞：椎名林檎と向井秀徳)           |           |            | 村田陽一（管編曲）         | 3:37 |
| 7.        | 「TOKYO」                                              |           |            |                            | 3:43 |
| 8.        | 「長く短い祭」(椎名林檎と浮雲)                         |           |            | 村田陽一（管編曲）         | 4:09 |
| 9.        | 「至上の人生」                                         |           |            |                            | 4:08 |
| 10.       | 「急がば回れ」(椎名林檎とヒイズミマサユ機)             |           |            |                            | 2:56 |
| 11.       | 「ジユーダム」                                         |           |            | 斎藤ネコ（管・弦・打編曲） | 2:56 |
| 12.       | 「目抜き通り」(椎名林檎とトータス松本；編曲：斎藤ネコ) |           |            |                            | 3:13 |
| 13.       | 「あの世の門」                                         |           |            |                            | 3:01 |
| 合計時間: | 合計時間:                                              | 合計時間: | 43:34      |                            |      |

### 演奏
| 鶏と蛇と豚 - piccolo：関聡子 - flute：高桑英世 - cor anglais：庄司さとし - clarinet：十亀正司 - fagotto：長哲也 - trumpet：西村浩二 - trombone：村田陽一 - horn：藤田乙比古、和田博史、田島花林、五十畑勉 - tuba：田村優弥 - gran cassa, snare, cymbals, glockenspiel & buddhist percussion：高田みどり - celesta：林正樹 - concertmaster：グレート栄田 - violin：滝沢幸二郎、矢野晴子、村田幸謙、入江茜、松本亜土、小倉達夫、桑田穣、越川歩、山本大将 - viola：山田雄司、渡部安見子、西村知佳子、島内晶子 - cello：前田善彦、向井航 - scratch & sound effect：DJ 大自然 - sutra sampling licensed by Pony Canyon Inc. 獣ゆく細道 - piano：笹路正徳 - bass：高水健司 - drums：山木秀夫 - latin percussion & tinpani：朝倉真司 - flute：髙桑英世、森川道代 - alto sax：本田雅人、本間将人 - soprano sax & tenor sax：竹野昌邦、鈴木圭 - baritone sax：山本拓夫 - trumpet：ルイスバジェ、奥村晶、二井田ひとみ - trombone：村田陽一、宮内岳太郎、半田信英、朝里勝久 - harp：朝川朋之 - concertmaster：真部裕 - violin：徳永友美、石亀協子、伊能修、川口静華、柳原有弥、武藤宏樹、城戸喜代、石橋尚子、亀田夏絵、城元絢花、亀井友莉、林周雅、浮村恵梨子 - viola：生野正樹、岡さおり、金孝珍、二木美里 - cello：堀沢真己、遠藤益民、村中俊之、多井智紀 - vox：宮本浩次 マ・シェリ - piano & vox：伊澤一葉 - guitar & vox：浮雲 - bass：亀田誠治 - drums：刄田綴色 - flute：森川道代 - oboe：荒木奏美 - clarinet：十亀正司 - fagotto：福井蔵 - harp：朝川朋之 - concertmaster：グレート栄田 - violin：滝沢幸二郎、小倉達夫、村田幸謙、矢野晴子、松本亜土、丸山明子、三木紀生子、入江茜、越川歩 - viola：渡部安見子、高嶋麻由 - cello：前田善彦、篠崎由紀 - conductor：斎藤ネコ 駆け落ち者 - guitar：名越由貴夫 - bass：鳥越啓介 - drums：みどりん - armonica：尾西秀勝 - vox：櫻井敦司 どん底まで - clavinet：ヒイズミマサユ機 - guitar：名越由貴夫 - bass：鳥越啓介 - drums：みどりん 神様、仏様 - clavinet：ヒイズミマサユ機 - bass：鳥越啓介 - guitar, sitar & vox：浮雲 - drums：玉田豊夢 - tenor sax & flute：山本拓夫 - trumpet：西村浩二、菅坡雅彦 - trombone：村田陽一 - tabla：ユザーン - vox：向井秀徳 | TOKYO - piano：林正樹 - bass：鳥越啓介 - drums：みどりん 長く短い祭 - wurlitzer & piano：ヒイズミマサユ機 - bass：鳥越啓介 - drums：玉田豊夢 - trumpet：西村浩二、菅坡雅彦 - trombone：村田陽一 - percussion：MATARO - vox：浮雲 至上の人生 - synthesizer：ヒイズミマサユ機 - guitar：名越由貴夫 - bass：山口寛雄 - drums：玉田豊夢 急がば回れ - key & vox：ヒイズミマサユ機 - bass：鳥越啓介 - guitar：名越由貴夫 - drums：みどりん ジユーダム - key & vox：伊澤一葉 - guitar & vox：浮雲 - bass：亀田誠治 - drums：刄田綴色 - flute：高桑英世 - vibraphone, glockenspiel, tubular bells：高田みどり - concertmaster：グレート栄田 - violin：桐山なぎさ、矢野晴子、滝沢幸二郎、小倉達夫、桑田穣、丸山明子、越川歩、金子由衣、島田光理 - viola：古川原裕仁、高嶋麻由 - cello：前田善彦、槙岡絵里香 - conductor：斎藤ネコ 目抜き通り - piano：笹路正徳 - bass：鳥越啓介 - drums：みどりん - latin percussion：川瀬正人 - alto sax：竹野昌邦 - tenor sax：庵原良司 - baritone sax：吉田治 - trumpet：西村浩二、横山均、菅坡雅彦 - trombone：村田陽一、佐野聡、山城純子 - thinpani & glockenspiel：髙田みどり - xylophone & cymbals：大家一将 - concertmaster：グレート栄田 - violin：滝沢幸二郎、押鐘貴之、入江茜、矢野晴子、丸山明子、松本亜土、小倉達夫、桑田穣、越川歩、山本大将、牛山玲名、中島優紀、島田光理 - viola：古川原裕仁、大沼幸江、伴野剛、徳高真奈美 - cello：笠原あやの、前田善彦、向井航、林田順平 - contrabass：斎藤輝彦、竹下欣伸 - conductor：斎藤ネコ - vox：トータス松本 あの世の門 - piano：林正樹 - accordion：佐藤芳明 - bass：鳥越啓介 - thinpani & cymbals：高田みどり - tuba：田村優弥 - Vanya Moneva Choir - choir conductor：Vanya Moneva |

## チャートと売上
| チャート（2019年）              | 最高 順位 |
| ------------------------------- | --------- |
| Billboard Japan Hot Albums      | 2         |
| Billboard Japan Top Album Sales | 2         |
| Billboard Japan Download Albums | 1         |
| オリコン週間アルバムチャート    | 2         |

| チャート（2019年）              | 順位 |
| ------------------------------- | ---- |
| Billboard Japan Hot Albums      | 35   |
| Billboard Japan Download Albums | 29   |
| オリコン年間アルバムチャート    | 53   |

### 認定とセールス
| 国/地域                                             | 認定     | 認定/売上数                        |
| --------------------------------------------------- | -------- | ---------------------------------- |
| 日本 (RIAJ)                                         | ゴールド | 90,000（フィジカルCD) （オリコン） |
| 日本 (RIAJ)                                         | N/A      | 18,200（デジタル配信）（オリコン） |
| * 認定のみに基づく売上数 ^ 認定のみに基づく出荷枚数 |          |                                    |

## タイアップ
| 楽曲           | タイアップ                                                        | 起用年          |
| -------------- | ----------------------------------------------------------------- | --------------- |
| 「獣ゆく細道」 | 日本テレビ系『news zero』テーマ曲                                 | 2018年 - 2019年 |
| 「マ・シェリ」 | 資生堂「MA CHERIE」CMソング                                       | 2016年          |
| 「神様、仏様」 | LGエレクトロニクス・ジャパン「au isai vivid」CMソング（本人出演） | 2015年          |
| 「長く短い祭」 | 「コカ･コーラ」2015年サマーキャンペーンCMソング                   | 2015年          |
| 「至上の人生」 | 日本テレビ系水曜ドラマ『○○妻』主題歌                              | 2015年          |
| 「ジユーダム」 | NHK「ガッテン!」テーマ曲                                          | 2016年 - 2022年 |
| 「目抜き通り」 | GINZA SIX オープニングテーマソング                                | 2017年          |